# Jacques Patin
Pour les articles homonymes, voir Patin.
Jacques Patin, né en 1532 à Paris et mort le 28 mai 1587 probablement à Paris, est un peintre et graveur français.

## Biographie
Jacques Patin naît en 1532 à Paris. 
Il est membre d'une famille d'artistes comprenant son père et ses frères. Lorsqu'il épouse Marguerite Pennichot en 1555, il jouit déjà d'une modeste réputation. En 1559, il est retenu avec François Clouet et Guyon Ledoux pour réaliser des armoiries pour le service funèbre d'Henri II. Il est peintre ordinaire du roi Henri III et de Louise de Lorraine, sa femme. Il est employé en 1567 à la décoration du Louvre, sous la direction de Pierre Lescot. Il figure également, avec son frère Jehan Patin, dans un état de payement que le roi fait faire en 1585 à ses officiers domestiques.
Jacques Patin meurt le 28 mai 1587 probablement à Paris.

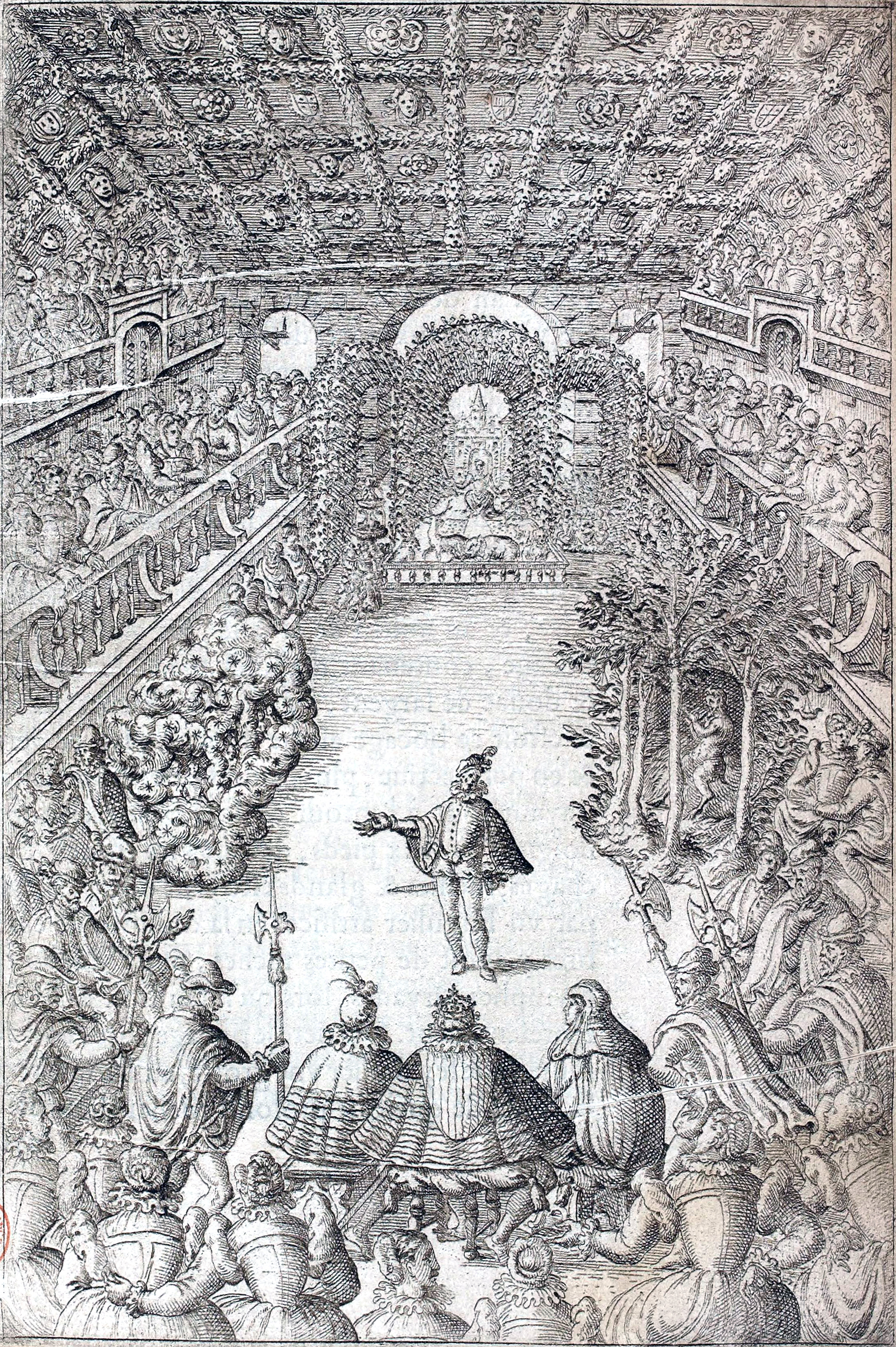
Ballet Comique de la Reine (1582).
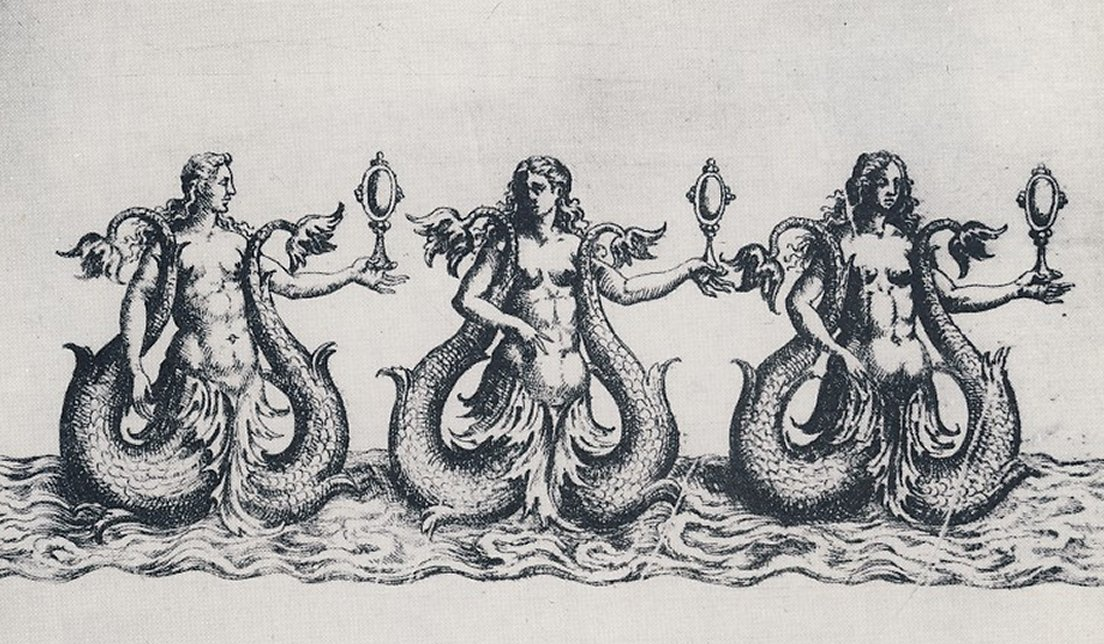
Trois sirènes du Ballet Comique de la Reine (1581).
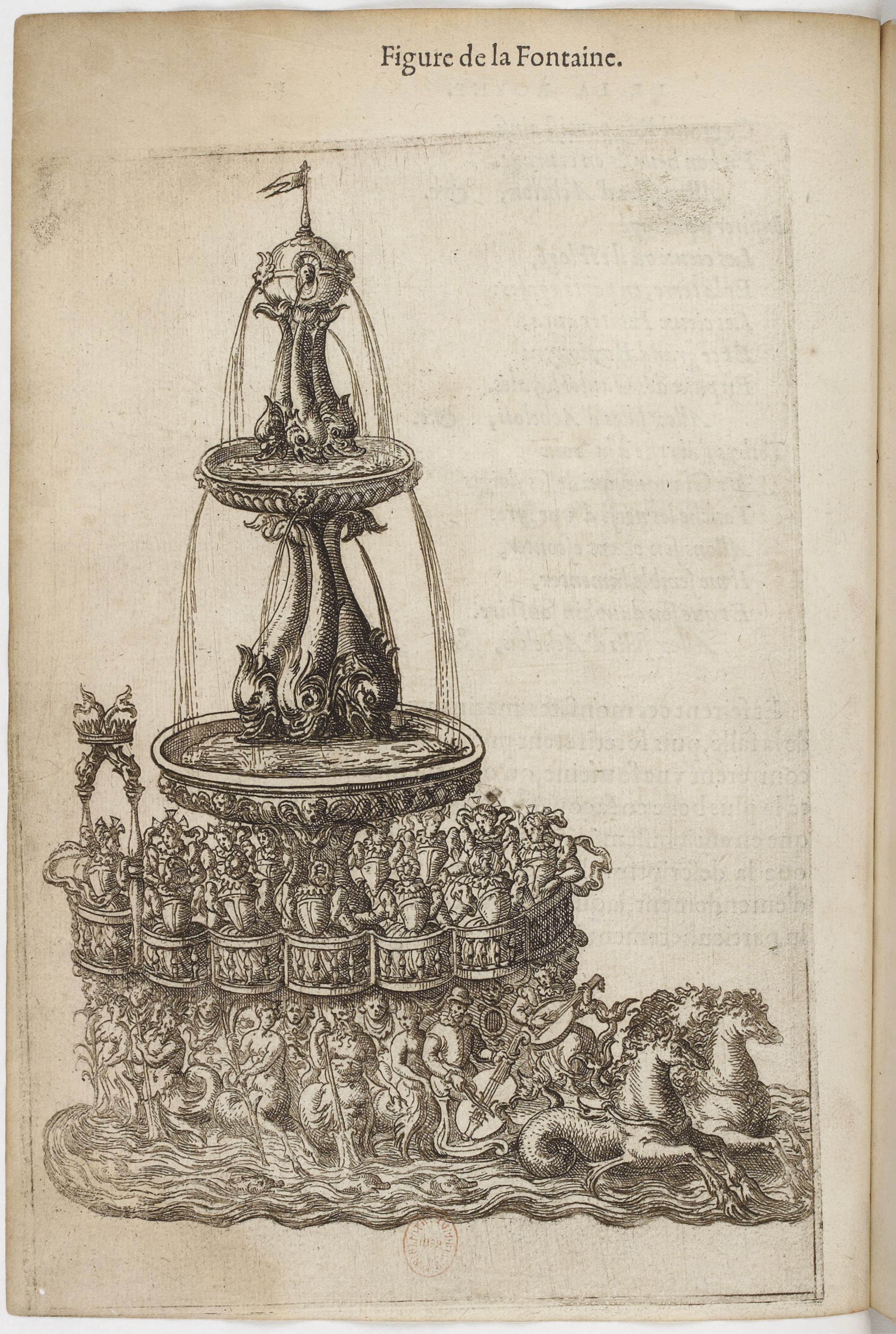
Figure de la Fontaine (1582).